# Битва у Мульвийского моста
Битва у Мульвийского моста — сражение Максенция с Константином 28 октября 312 года н. э., в результате которого последний стал единоличным правителем западной части Римской империи. Всемирно-историческое значение битвы состоит в том, что она привела к легализации христианства и его превращению в государственную религию Римской империи.

## Место действия
Битва состоялась в местности Сакса-Рубра (лат. Saxa Rubra) на правом берегу Тибра у Мульвийского моста (лат. Pons Mulvius). В то время мост располагался в 3 км к северу от Рима на древней Фламиниевой дороге (лат. Via Flaminia), проложенной в I веке до н. э. и соединявшей Рим с Ариминумом (сегодня Римини) на берегу Адриатического моря.

## Причины, вызвавшие событие
Борьба за единоличное правление в западной части Древней Римской империи между узурпировавшим власть в 306 г. императором Максенцием и претендентом Константином (впоследствии Константином I Великим).

## Обстоятельства, предшествовавшие битве

### Политическая ситуация в империи
В 293 г. н. э. император-реформатор Диоклетиан разделил империю на четыре части для удобства управления территорией. В 306 г. сын одного из соправителей ушедшего в отставку Максимиана захватил власть в Риме и, несмотря на попытки августа (главного императора) Галерия выбить его оттуда, сохранил завоеванные позиции. В том же 306 г., только за 3 месяца до переворота в Риме, умер отец Константина и тому удалось добиться у Галерия признания себя цезарем (императором-соправителем августа), а потом заполучить и титул августа. В 311 г. н. э. Галерий скончался, что давало закрепившемуся в Галлии Константину шанс попытать счастья и овладеть Римом, выгнав оттуда шурина — Максенция.

### Начало похода
Весной 312 г. Константин перешел через Альпы и начал быстрое продвижение в южном направлении к Риму, имея войско численностью едва ли в четверть от того, чем располагал Максенций. Скоро, однако, Константин разгромил формирование тяжелой кавалерии под Турином, под Брешией, а также крупные силы под Вероной (что стоило жизни лучшему из военачальников Максенция Рурицию Помпеяну).

### Положение Максенция

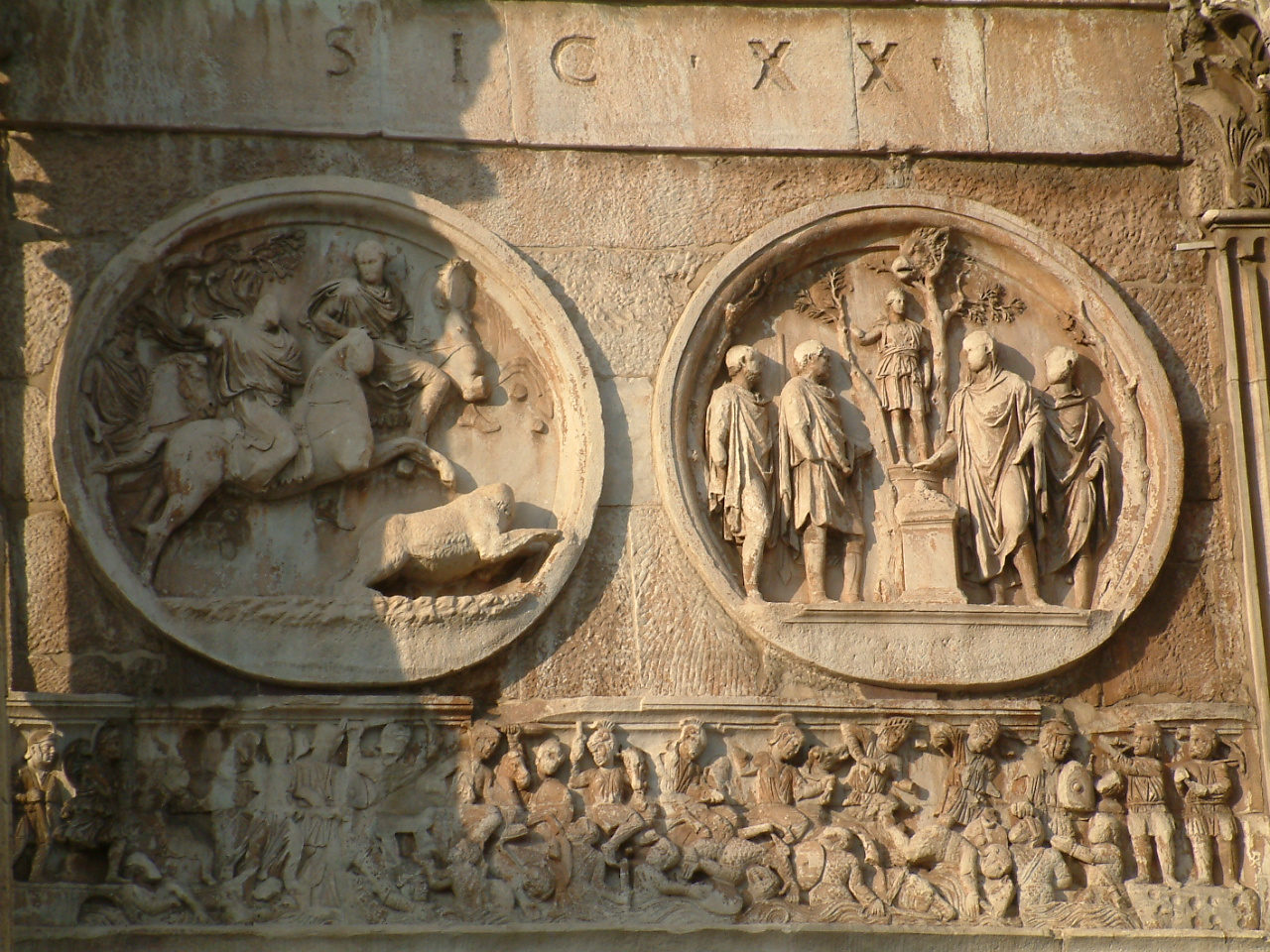
Изображение битвы на арке Константина

Максенций поначалу решил придерживаться стратегии, которая помогла ему в 307 г. против Галерия. У императора имелось множество забитых до краев зернохранилищ в Риме на случай продолжительной осады, укрепления города были в отличном состоянии, кроме того преторианская гвардия, приведшая его к власти, по-прежнему сохраняла верность Максенцию. В результате император приказал разрушить Мульвиев мост на пути соперника, что в итоге сослужило ему самому очень скверную службу.
Многим тогда и теперь казался странным стратегический пируэт Максенция, отказавшегося от надежной позиции и рискнувшего биться с врагом в поле. По словам христианского писателя-панегириста Константина, Евсевия Памфила: «будто какими цепями, Бог… увлек его далеко от городских ворот». Некоторые склонны приписывать опрометчивый шаг императора магии, которой тот увлекался и которая, возможно, давала ему какой-то обнадеживающий намек на благоприятный исход противостояния. Вместе с тем истинная причина была, скорее всего, куда более прозаичной. Максенций опасался окончательной потери поддержки со стороны населения и опасности повышения популярности Константина у римлян, которые фактически принудили императора выйти из города тем, что собирались у дворца и упрекали его в трусости.

### «Сим победиши!»
Евсевий Кесарийский и другие источники писали о некоем знамении, которое увидел перед битвой Константин. Согласно этим авторам, Константин увидел во сне знамение креста в синем небе и солнечном сиянии. Рядом с крестом была надпись на греческом «Ἐν Τούτῳ Νίκα» (греч. Этим победишь), которую поздние источники передавали на латыни как «In hoc signo vinces» (лат. С этим знаком победишь), а в летописях и иных источниках на церковнославянском языке она переводилась как «сим победиши». Изображённый во сне знак представлял собой сочетание греческих букв «Хи» и «Ро» — лабарум. Константин велел изобразить этот знак на щитах воинов.

### Диспозиция
Сначала разрушив Мульвиев мост, а потом решив биться с Константином на правом берегу Тибра, Максенций оказался перед необходимостью переправляться туда, для чего велел навести немного ниже по течению понтонную переправу из связанных между собой лодок. Римский император располагал большим, но довольно неравноценным по своим составляющим войском (даже и после всех поражений на севере Италии у него, по оценкам современных исследователей, было от 75 до 100 тыс. воинов против примерно вдвое меньшего их количества у Константина). Армия включала грозные ударные части тяжелой конницы, отряды преторианцев (отборных гвардейцев-профессионалов), вполне боеспособную легкую пехоту из также подвластной Максенцию провинции Африка, но, кроме того, слабые части гарнизонной службы и легионы, набранные из италиков, давно уже отвыкших воевать и не горевших желанием рисковать биться с победоносным врагом. Для управления такой армией требовались очень высокие лидерские качества и большой талант полководца.
Войско Константина, напротив, одержало с ним не одну победу в северо-западных областях империи как в боях против варваров, так и в междоусобных противостояниях с конкурентами. Одним словом, несмотря на малую численность, оно было закаленным и послушным умелому и предприимчивому командиру, к тому же горело воодушевлением и жаждало битвы.

## Битва

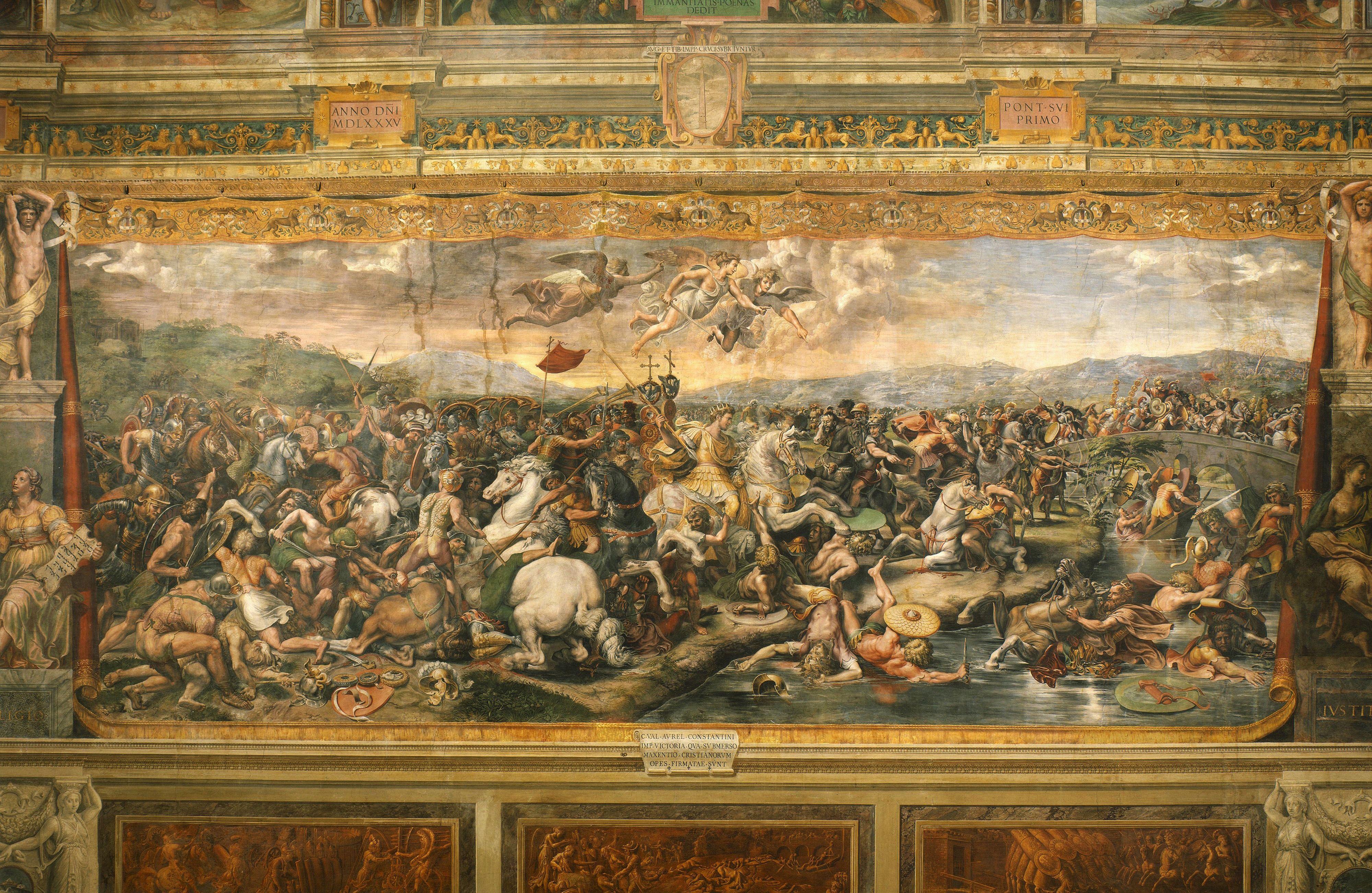
Битва на фреске Дж. Романо в станцах Рафаэля

Боевое соприкосновение оказалось непродолжительным. Максенций построил преторианцев и неопытных италийских призывников в центре боевых порядков, разместив на флангах конницу в качестве сил прикрытия. Константин осознал степень угрозы и противодействовал ей самым решительным образом. Он, лично возглавив проверенную в деле кавалерию в ударном броске на врага, захватил инициативу и довольно быстро смял вражескую конницу на левом крыле противника. Она первой обратилась в беспорядочное бегство к деревянному мосту, по которому накануне боя переправилась на Сакса-Рубра. Увидев, что происходит, италики и солдаты гарнизонной службы, теснимые закаленными в боях легионерами и ауксилиями Константина, поддались панике и стали поодиночке и целыми отрядами покидать места в строю. Очень скоро бегство стало всеобщим. Охватило оно в том числе и Максенция, который нашел смерть в водах Тибра, как и значительная часть его армии. Уцелевших победитель помиловал и включил в состав своего войска.
Одни только преторианцы оправдали веру в них Максенция, они держались дольше всех и, окруженные противником, продолжили биться до тех пор, пока усталость и превосходящие силы противника не сделали своё дело. После своей победы Константин упразднил преторианскую гвардию, заменив её другими дворцовыми отрядами.

## Последствия
Максенций вместе со многими своими солдатами пошел ко дну в тяжелых доспехах. Однако победителю было невыгодно оставить ситуацию неопределенной, поэтому Константин приказал достать из реки тела погибших. Среди выловленных трупов было обнаружено и тело Максенция. На следующий день его голову отправили в Рим. Победитель велел насадить её на острие копья, чтобы все видели — борьбе за власть в Риме положен полный и решительный конец.
Константин въехал в Вечный город, но впереди у него оставалось ещё долгих 12 лет и несколько побед, которые понадобились, чтобы одолеть восточного августа Лициния и стать наконец единственным хозяином Римской империи.
Эпизоды сражения (в частности — участие в нём на стороне претендента корнутов и лучников) изображены на арке Константина.